# ژیل ماس
ژیل ماس (فرانسوی: Gilles Mas‎؛ زادهٔ ۵ ژانویهٔ ۱۹۶۱) دوچرخه‌سوار اهل فرانسه است.